# Maya Parbhoe
Maya Parbhoe é uma empresária e política surinamense que é candidata às eleições presidenciais de Suriname em 2025. Desde dezembro de 2024, ela é membro do Partido Nacional do Suriname. Ela é CEO da Daedalus Labs e membro do conselho da Icarus Geo.

## Biografia

### Juventude e estudos
O pai de Maya Parbhoe possuía uma loja de computadores em meados da década de 1990, o que a fez aprender a programar e mexer com computadores quando criança. Seu avô era politicamente ativo, e seu pai tinha ambições semelhantes. Em 4 de setembro de 2001, quando Parbhoe tinha 13 anos, seu pai Winod Parbhoe foi assassinado, segundo sua filha, alguns dias depois de ele ter exposto corrupção no De Surinaamsche Bank. Winod estava ativo no setor de cassinos em Suriname.

### Empreendedorismo
Mesmo antes de seus estudos, ela fundou a empresa Quickship aos quinze anos, uma empresa na área de imóveis e logística.
Desde meados da década de 2020, ela é a CEO da Daedalus Labs, uma empresa na área de bitcoin e nostr. A empresa se concentra no desenvolvimento da infraestrutura do mercado de capitais utilizando a tecnologia bitcoin. Além disso, ela é membro do conselho da empresa de engenharia surinamense Icarus Geo.
Ela garantiu que Suriname participasse do MIT REAP, o Programa Regional de Aceleração do Empreendedorismo do Massachusetts Institute of Technology, que oferece uma abordagem para fortalecer ecossistemas empreendedores impulsionados pela inovação. Na prática, ela visa ajudar a inovar a agricultura em Suriname, aumentar as exportações e garantir que o emergente setor petrolífero surinamense se torne um sucesso. O objetivo final para Suriname é a transformação em direção à prosperidade, sustentabilidade e crescimento econômico. No entanto, segundo ela, o maior desafio é ser levada a sério em um mundo dominado por homens em Suriname.

### Ambições políticas
Em uma entrevista ao Parbode em maio de 2024, ela compartilhou sua visão para os sistemas de pagamento em Suriname. O país está atrasado na transformação digital do setor financeiro. Muitos surinameses ainda pagam em dinheiro e não possuem um cartão de débito ou cartão de crédito. Como resultado, Suriname pode estar perdendo muitas oportunidades. Ela falou em painéis na América e na Europa e abordou instituições e empresas no World Economic Forum em Davos para investir em Suriname, em um esforço para ajudar a desbloquear oportunidades financeiras para o país. A seu convite, o empreendedor canadense de bitcoin Samson Mow visitou Suriname no final de 2023 para discutir o desenvolvimento de Suriname utilizando bitcoin com o presidente Chan Santokhi e líderes empresariais surinameses.
Ela recebe espaço do presidente do partido Gregory Rusland para atuar dentro da NPS e compartilhar seus planos. A primeira versão de seus planos foi compartilhada por meio de seu site, onde ela se apresenta como candidata à presidência, Candidata à Presidência - Um Novo Tipo de Presidente. Um de seus planos é substituir a moeda de Suriname por bitcoin, visando ir além de como foi introduzido em El Salvador.